# Livier (Fluss)
Der Livier ist ein kleiner Fluss im mittleren Westen von Frankreich, der im Département Orne der Region Normandie und im Département Eure-et-Loir der Region Centre-Val de Loire westlich der Stadt Chartres verläuft.

## Geografie

### Verlauf
Der Livier entspringt an der Gemeindegrenze von Le Mage und Moutiers-au-Perche, entwässert generell Richtung Ostsüdost durch den Regionalen Naturpark Perche und mündet nach rund 17 Kilometern an der Gemeindegrenze von Fontaine-Simon und Belhomert-Guéhouville als rechter Nebenfluss in die Eure. Im Mündungsabschnitt quert der Livier die derzeit nicht in Betrieb befindliche Bahnstrecke La Loup–Prey.

### Orte am Fluss
(Reihenfolge in Fließrichtung)
- La Butte des Augerets, Gemeinde Longny les Villages
- La Ganerie, Gemeinde Moutiers-au-Perche
- Les Mains Fermes, Gemeinde Les Menus
- Le Pas-Saint-l’Homer
- Saint-Jean des Murgers, Gemeinde Meaucé
- Fontaine-Simon
- Guéhouville, Gemeinde Belhomert-Guéhouville